# Iglice
Belonidae, porodica riba iz reda igličarki (Beloniformes) koja obuhvaća 47 vrsta unutar 10 rodova.

## Rodovi
- Ablennes Jordan & Fordice, 1887
- Belone Cuvier, 1816
- Belonion Collette, 1966
- Petalichthys Regan, 1904
- Platybelone Fowler, 1919
- Potamorrhaphis Günther, 1866
- Pseudotylosurus Fernández-Yépez, 1948
- Strongylura van Hasselt, 1824
- Tylosurus Cocco, 1833
- Xenentodon Regan, 1911

## Vrste
- Ablennes hians (Valenciennes, 1846)
- Belone belone (Linnaeus, 1761)
- Belone euxini Günther, 1866
- Belone svetovidovi Collette & Parin, 1970
- Belonion apodion Collette, 1966
- Belonion dibranchodon Collette, 1966
- Petalichthys capensis Regan, 1904
- Platybelone argalus annobonensis Collette & Parin, 1970
- Platybelone argalus argalus (Lesueur, 1821)
- Platybelone argalus lovii (Günther, 1866)
- Platybelone argalus platura (Rüppell, 1837)
- Platybelone argalus platyura (Bennett, 1832)
- Platybelone argalus pterura (Osburn & Nichols, 1916)
- Platybelone argalus trachura (Valenciennes, 1846)
- Potamorrhaphis eigenmanni Miranda Ribeiro, 1915
- Potamorrhaphis guianensis (Jardine, 1843)
- Potamorrhaphis labiatus Sant'Anna, Delapieve & Reis, 2012
- Potamorrhaphis petersi Collette, 1974
- Pseudotylosurus angusticeps (Günther, 1866)
- Pseudotylosurus microps (Günther, 1866)
- Strongylura anastomella (Valenciennes, 1846)
- Strongylura exilis (Girard, 1854)
- Strongylura fluviatilis (Regan, 1903)
- Strongylura hubbsi Collette, 1974
- Strongylura incisa (Valenciennes, 1846)
- Strongylura krefftii (Günther, 1866)
- Strongylura leiura (Bleeker, 1850)
- Strongylura marina (Walbaum, 1792)
- Strongylura notata forsythia Breder, 1932
- Strongylura notata notata (Poey, 1860)
- Strongylura scapularis (Jordan & Gilbert, 1882)
- Strongylura senegalensis (Valenciennes, 1846)
- Strongylura strongylura (van Hasselt, 1823)
- Strongylura timucu (Walbaum, 1792)
- Strongylura urvillii (Valenciennes, 1846)
- Tylosurus acus acus (Lacepède, 1803)
- Tylosurus acus imperialis (Rafinesque, 1810)
- Tylosurus acus melanotus (Bleeker, 1850)
- Tylosurus acus rafale Collette & Parin, 1970
- Tylosurus choram (Rüppell, 1837)
- Tylosurus crocodilus crocodilus (Péron & Lesueur, 1821)
- Tylosurus crocodilus fodiator Jordan & Gilbert, 1882
- Tylosurus gavialoides (Castelnau, 1873)
- Tylosurus pacificus (Steindachner, 1876)
- Tylosurus punctulatus (Günther, 1872)
- Xenentodon cancila (Hamilton, 1822)
- Xenentodon canciloides (Bleeker, 1854)